# 진해중앙초등학교
진해중앙초등학교는 대한민국 경상남도 창원시 진해구 태백동에 있는 공립 초등학교이다.

## 학교 연혁
- 1920년 3월 25일 진해제2공립심상소학교 인가
- 1946년 5월 31일 진해병산공립국민학교 개교
- 1963년 5월 2일 진해중앙국민학교로 교명 변경
- 1980년 12월 14일 병설유치원 설립인가
- 1996년 3월 1일 중앙초등학교로 교명 변경
- 2011년 3월 1일 진해중앙초등학교로 교명 변경
- 2015년 5월 28일 교기 양궁부 제44회 전국소체 금2, 은1, 동1 획득
- 2016년 5월 29일 교기 양궁부 제45회 전국소체 금1 획득
- 2019년 9월 1일 제28대 양원철 교장 취임
- 2020년 1월 10일 제73회 졸업식(졸업생 총 12,168명)

## 참고 자료
- 진해중앙초등학교 - 한국교육학술정보원 학교알리미